# Vorromanik
Der Begriff Vorromanik oder Präromanik bzw. Protoromanik umfasst in der Kunstgeschichte die Epochen des Frühmittelalters im europäischen Raum, etwa vom 5. bis ins 11. Jahrhundert. Er kennzeichnet die Zeit bzw. den Übergang von der Spätantike zur Romanik. Die Bezeichnung wird hauptsächlich für die Baukunst verwendet.

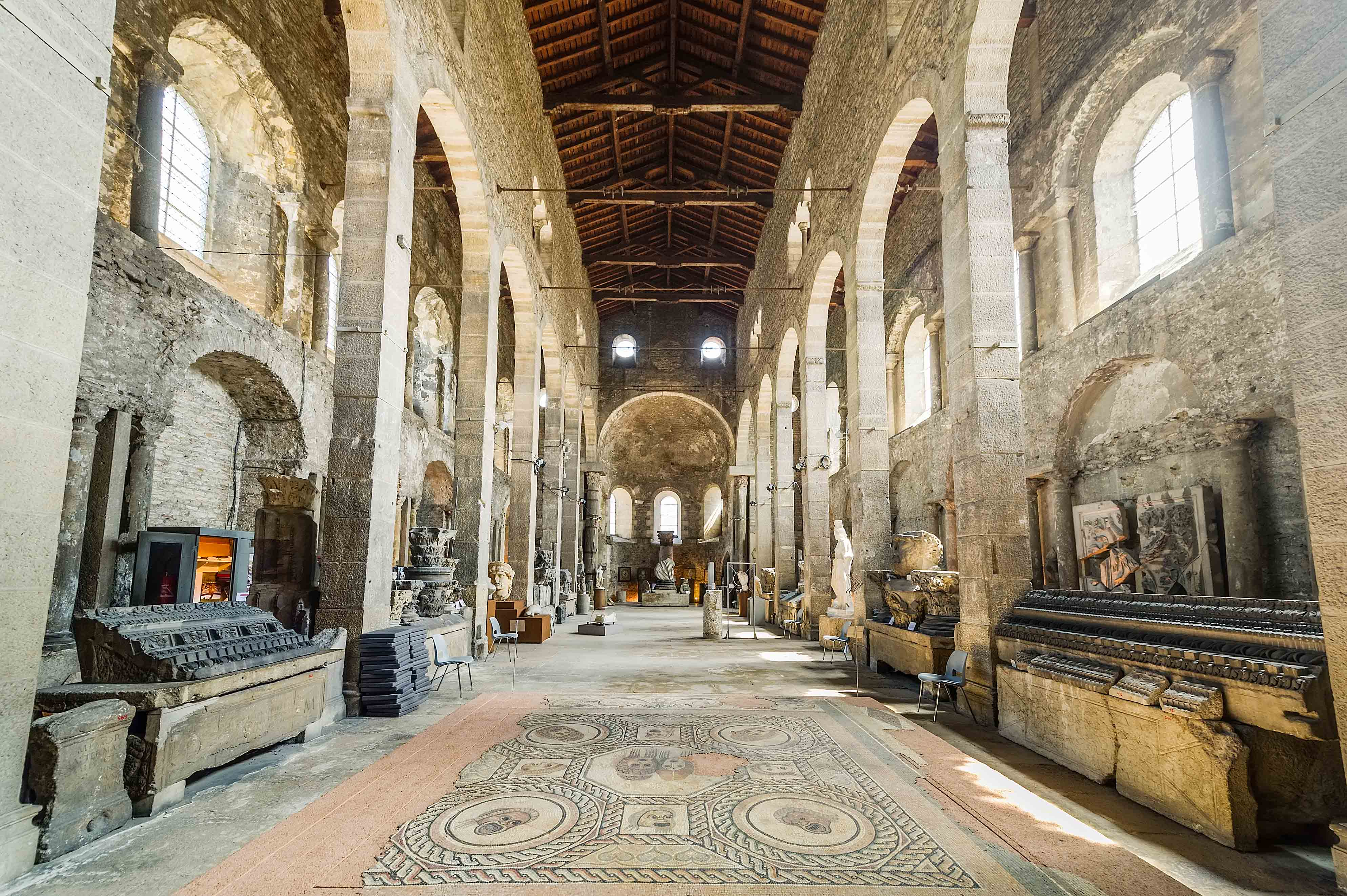
Kirche Saint-Pierre in Vienne, Ende des 5. Jahrhunderts als bischöfliche Grabkirche in der Form einer antiken Basilika erbaut

## Abgrenzung
Traditionell wurden in der Kunstgeschichte Zeiträume als Stilepochen betrachtet. Das Kunstschaffen des Altertums im griechischen Raum (Griechische Architektur) sowie im römischen Reich (Römische Architektur) wurde dabei schon früh (etwa seit der Renaissance) unter dem Begriff Antike subsumiert. Die Kunst des Hohen und Späten Mittelalters wurde im Lauf der letzten drei Jahrhunderte unter Romanik (ab etwa 950) und Gotik (in Frankreich ab 1150, in Deutschland meist erst nach 1220) eingeordnet. Die römische Antike lässt sich räumlich und zeitlich mit dem Römischen Reich in Einklang bringen, die Romanik mit den mittelalterlichen Reichen Europas. Waren die Kunst der Antike und der Romanik aufgrund einer ausreichenden Zahl an Objekten noch relativ gut anhand gemeinsamer Stilmerkmale und zeitlicher und regionaler Zusammenhänge zu fassen, blieb der Zeitraum dazwischen doch relativ schlecht dokumentiert. In ihn fallen die Leistungen christlicher Nachfolgereiche, insbesondere des stabilen byzantinischen Reichs, aber auch die der Langobarden (lombardischer Stil), Goten und Vandalen. In deren Anschluss bildet sich in Westeuropa das Fränkische Reich heraus. Für dessen kulturelle Leistungen werden häufig analog zu den Herrschaftsdynastien die Stilbezeichnungen merowingisch und karolingisch und im Anschluss daran im deutschsprachigen Raum ottonisch verwendet. All diese Zeitabschnitte fasst man aufgrund der geringen Zahl der erhaltenen Bauten unter dem Überbegriff der „Vorromanik“ zusammen, auch wenn die einzelnen Baustile sich voneinander stark unterscheiden.

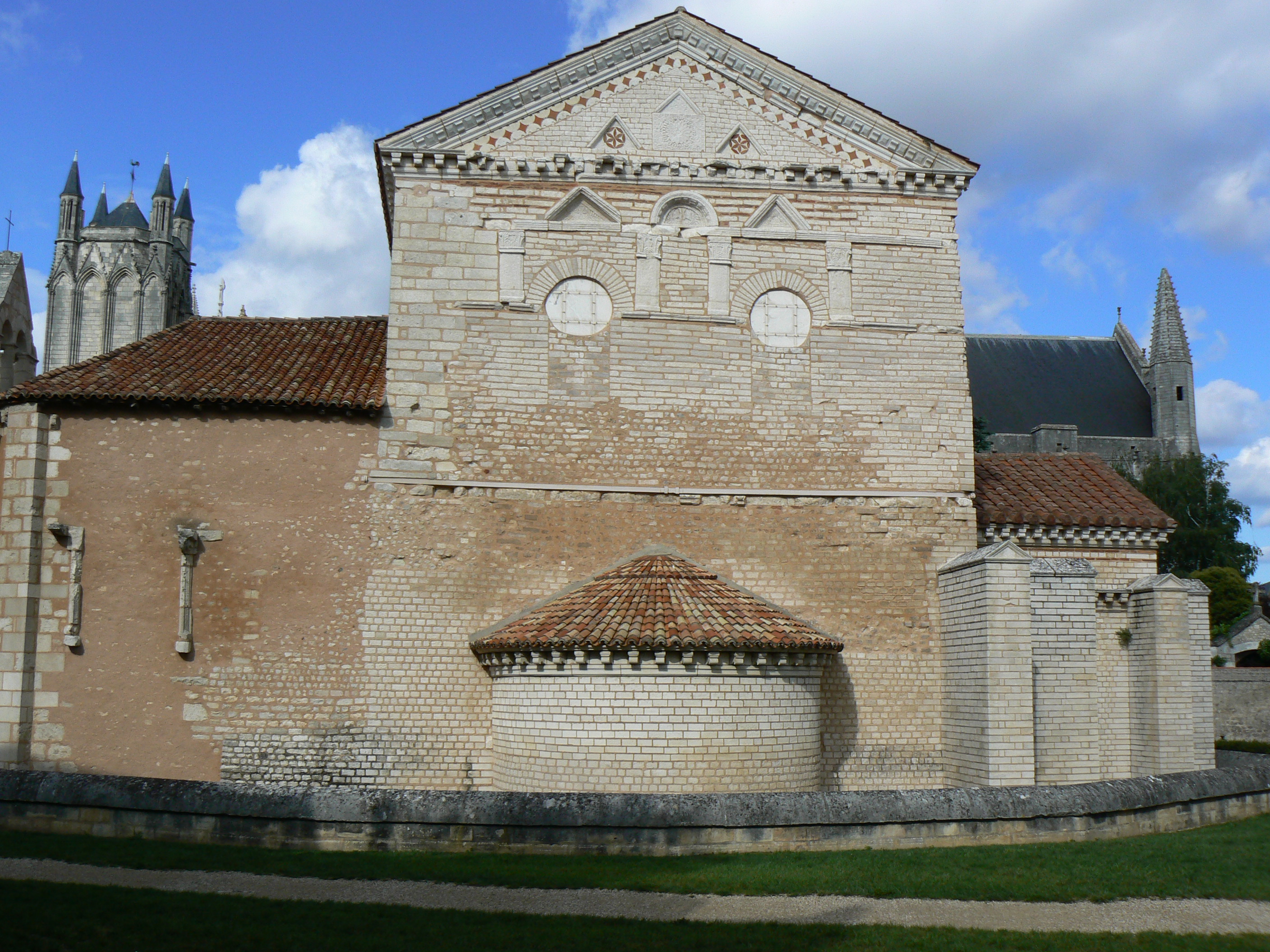
Baptisterium Saint-Jean in Poitiers (im 5./6. Jahrhundert umgebautes römisches Zivilgebäude aus der Mitte des 4. Jahrhunderts)

Man muss sich bewusst machen, dass in den Jahrzehnten und wenigen Jahrhunderten unmittelbar nach dem Untergang des Römischen Reiches die Anzahl der auf seinem Gebiet noch erhaltenen, intakten oder nur halb verfallenen römisch-antiken Bauwerke weitaus höher war als die Zahl der in dieser Epoche neu errichteten und architektonisch herausragenden Neubauten. Die frühmittelalterlichen Neuschöpfungen von Kirchen oder Profanbauten verschwanden gewissermaßen in der zweiten Hälfte des ersten Jahrtausends noch in der Menge alter Tempel, Thermen, Arenen, Basiliken, Administrativbauten, Hafenanlagen, Lagerhäuser, Wehrbauten, Straßennetze, antiker Originale also. Neubauten in großem Stil entstanden in Ravenna, einem zuvor unbedeutenden Provinzort, an den Kaiser Honorius 402 seinen Hof verlegt hatte. Galla Placidia und später der Ostgotenkönig und neue Herrscher Italiens, Theoderich der Große, ließen die Stadt prächtig ausbauen. Dortige Bauten wie San Vitale oder Sant’Apollinare in Classe beweisen, dass die handwerklichen Kenntnisse der römischen Bautechnik auch nach dem Untergang des Römischen Reiches noch vorhanden waren und selbst komplizierte Bauentwürfe nach jahrhundertealter Tradition römischer Architektur souverän ausgeführt werden konnten.
Doch auch die Profanarchitektur gewöhnlicher Wohnhäuser, die heute nur selten noch als Grundmauern erhalten sind, konnte sich an einer Vielzahl noch bewohnbarer römischer villae rusticae, villae urbanae oder städtischer aedes, etwa der insulae orientieren. Je weiter man von den alten germanischen Grenzen in den Kern des vormaligen Römischen Reiches vordringt, desto besser erhalten waren auch die Fähigkeiten einheimischer Handwerker, die noch in den alten Bautechniken geschult waren, wie man in Ravenna sieht. In der byzantinischen Architektur des Oströmischen Reiches wirkten bautechnische und stilistische Kenntnisse ohnehin kontinuierlich fort; im 7. Jahrhundert wurden sie von der neu entstehenden Islamischen Architektur aufgegriffen. Im früheren Weströmischen Reich außerhalb Italiens hingegen gingen viele Kenntnisse und Fertigkeiten in den Wirren der Völkerwanderung rasch verloren. Technische Fertigkeiten wie opus caementicium oder Tegula und Imbrex wurden ausgelöscht, sobald die Kenntnisweitergabe vom Handwerker an den Lehrling auch nur für eine Generation unterbrochen wurde, weil etwa der Meister erschlagen oder vertrieben war oder einfach auftragslos blieb.
Durch wandernde Völkergruppen drang von der nordöstlichen Peripherie her der ganz anders geartete Baustil der germanischen Pfostenhäuser, der hölzernen Lang- und Wohnstallhäuser mit ihren Strohdächern vor, die oft auf, in oder zwischen den Überresten der antiken Bauten platziert wurden. Die Germanen wussten wohl, wie man Holzbauten mit offenen Feuerstellen beheizt, doch Steinbauten und Mosaikböden mit Hypokausten aufzuwärmen, die übrigens Sklavenarbeit voraussetzten, war ihnen unbekannt. Römische Großbauten wurden umgebaut oder umgenutzt, als Burgen, Kirchen oder für andere Zwecke, sofern sie nicht als Steinbrüche dienten. Einzelne Techniken (wie opus spicatum) wurden dilettantisch nachgeahmt. Der Verfall der Zentralmacht führte allerdings meist auch zum Verfall der Infrastruktur, etwa der Aquädukte, Römerstraßen oder Römerbrücken. Die Merowinger residierten in Königspfalzen, die vergrößerten Fränkischen Bauernhäusern glichen.
Zuletzt brachte – umgekehrt – die Karolingische Renaissance antike, allerdings modifizierte Architektursprache in den davon bisher unberührten Raum der alten Germania magna. Zur selben Zeit drang die islamische Architektur auf die Iberische Halbinsel vor, nach Al-Andalus (etwa im Emirat von Córdoba), nachdem Muslime in den Jahren 711–714 das Westgotenreich erobert hatten. Da auch Nordafrika lange Zeit römische Provinz gewesen war (Mauretania, Provinz Africa), waren dort – auch unter dem fortwirkenden Einfluss von Byzanz – viele antike Baukenntnisse erhalten geblieben und führten nun zum Entstehen anspruchsvoller Bauwerke (wie der Moschee/Kathedrale von Córdoba).

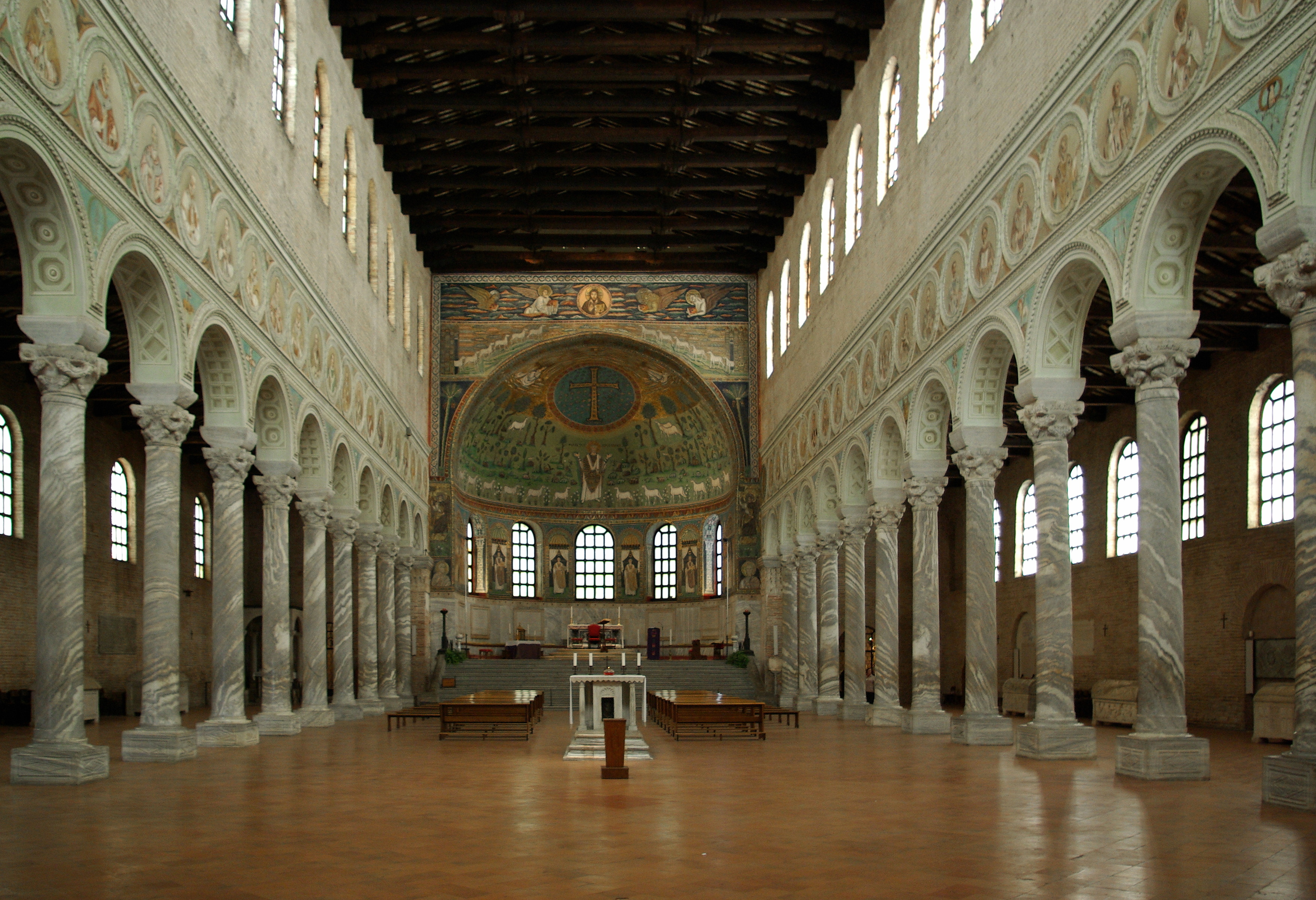
Sant’Apollinare in Classe bei Ravenna (erbaut um 530–549)

Vorromanische Bauten greifen antike Vorbilder auf, transformieren sie und bereiten die Formen der Romanik vor. Kirchenbauten folgten beispielsweise öfter dem römischen Bautyp der dreischiffigen Basilika (deutsch ‚Königshalle‘), der in der Antike aber nicht nur für manche Aula regia (Audienzhalle eines Herrschers) im engeren Sinn, sondern oft auch für Gerichts- oder Markthallen Verwendung fand. Der Grund, warum keine Tempel zum Vorbild genommen wurden, sondern Versammlungshäuser, ist in der christlichen Liturgie zu suchen, denn die Gottesdienste fanden unter Einbezug der Gemeinde statt, während in der antiken römischen Religion die Opferzeremonie vor dem Tempel stattfand, während nur die Priester die kleine Cella des Tempels betreten durften. Daher konnte man nur kleinere Tempel als Kapellen gebrauchen (wie die Maison Carrée oder San Lorenzo in Miranda), große baute man nur gelegentlich zu Kirchen um, indem man die Cella herausriss und die Säulenreihen zumauerte (wie bei der Kathedrale von Syrakus).
Die meisten vorromanischen Kirchen, insbesondere die kleineren, waren aber keine Basiliken, sondern bautechnisch weniger aufwändige Saalkirchen, die in der Regel über Altarapsiden verfügten, welche ihr Vorbild wiederum in den Thronapsiden der römischen Kaisersäle hatten, wie etwa der Konstantinbasilika in Trier, einem in Teilen erhaltenen antiken Apsidensaal (der entgegen seinem Namen aber keine Basilika ist). Die spätantiken Taufpiscinen (stets neben den Kirchen erbaut und als Baptisterium bezeichnet) griffen aber auch Modelle römischer Zentralräume auf, so etwa Kuppelbauten, Konchenbauten oder Octogone, wie sie aus der römischen Thermenarchitektur bekannt waren, und vermittelten diese der nachantiken Architektur, besonders den Kirchen der Byzantinischen Architektur (wie der Kirche der Heiligen Sergios und Bakchos in Konstantinopel), welche wiederum nach Italien (San Vitale in Ravenna) ausstrahlte und von dort unter Karl dem Großen ins Fränkische Reich (Aachener Pfalzkapelle). Im Kirchenbau wurden jedoch auch neue Formen entwickelt, die dann in der Romanik und Gotik zum Standard-Repertoire gehörten, darunter z. B. Kreuzgang, ‚echte‘ und ‚ausgeschiedene‘ Vierung, Westwerk und Kirchtürme. Die Saalkirchen mit ihren Apsiden wurden in der Karolingerzeit zu Dreiapsidenkirchen weiterentwickelt. Mit der Ottonischen Renaissance des 10. Jahrhunderts entwickelte sich der Kunststil der Frühromanik.

## Bedeutende vorromanische Baudenkmäler

### Westgotische Architektur
- Bauten der Westgoten in Spanien

- Bauten der Westgoten in Portugal
  - São Frutuoso de Montélios bei Braga
  - São Pedro de Balsemão bei Lamego
- Westgotisch beeinflusste Baptisterien in der französischen Provence:
  - Baptisterium der Kathedrale von Fréjus (5. Jahrhundert)
  - Baptisterium (Riez) (5./6. Jahrhundert)
  - Baptisterium der Kathedrale von Aix-en-Provence (5./6. Jahrhundert, oktogonaler Raum mit römischen Spoliensäulen)
  - Baptisterium der Kirche in Venasque (Datierung umstritten)
- Kleinkirchen in Septimanien und im Roussillon (z. B. die Kapelle St-Michel in Sournia)
- Baptisterium in Djémila, Algerien

### Ostgotische und langobardische Architektur

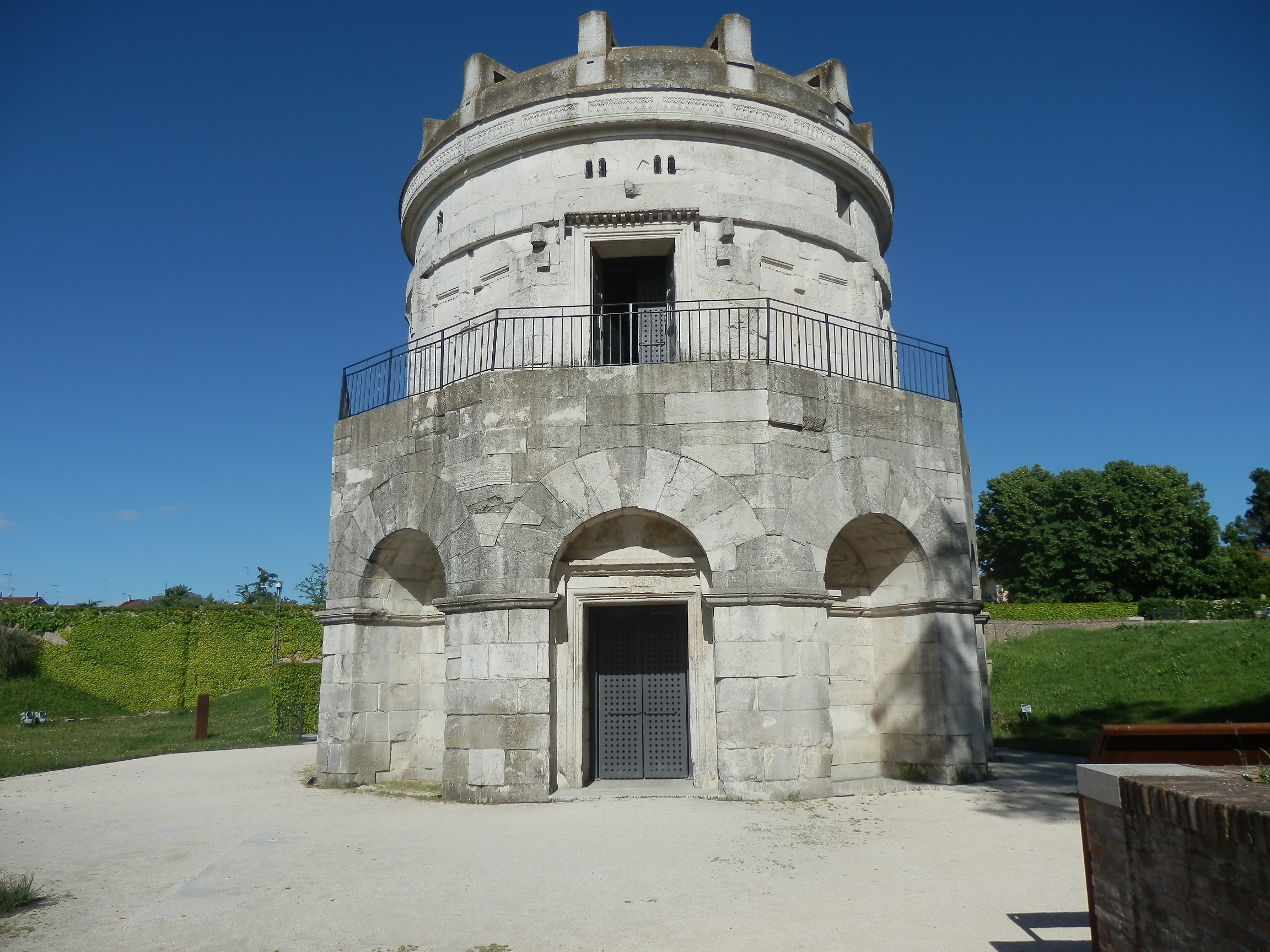
Grabmal des Theoderich in Ravenna

In Italien entwickelte die Lombardei (nach den Langobarden benannt, die dort 568 gegen Ende der Völkerwanderung den Ostgoten folgten) eine Strahlkraft, die auch nach Nordspanien und punktuell über die Alpen nach Norden wirkte. Anfangs unter dem Ostgotenkönig Theoderich noch byzantinisch geprägt (Ravenna), bildeten sich später eigene langobardische Weiterentwicklungen heraus. Eine der Leistungen der lombardischen Präromanik war die Wiederbelebung des Backsteinbaus.
- Bauten der Ostgoten in Ravenna (5./6. Jahrhundert):
  - Baptisterium der Orthodoxen (5. Jahrhundert)
  - Baptisterium der Arianer (Ende 5. Jahrhundert)
  - Grabmal des Theoderich (um 520)
  - Sant’Apollinare Nuovo, arianische Hofkirche Theoderichs (um 500)
  - Erzbischöfliche Kapelle (um 500)
  - Sant’Apollinare in Classe (533–536 begonnen, 549 geweiht)

sowie:
- Santa Maria in Valle/ Cividale del Friuli (auch Tempietto Longobardo genannt)
- Baptisterium in Albenga, Ligurien (Ende 5./Anfang 6. Jahrhundert)
- Kapitelle und Fragmente in Sant’Eusebio und Santa Maria delle Cacce in Pavia

### Merowingische Architektur

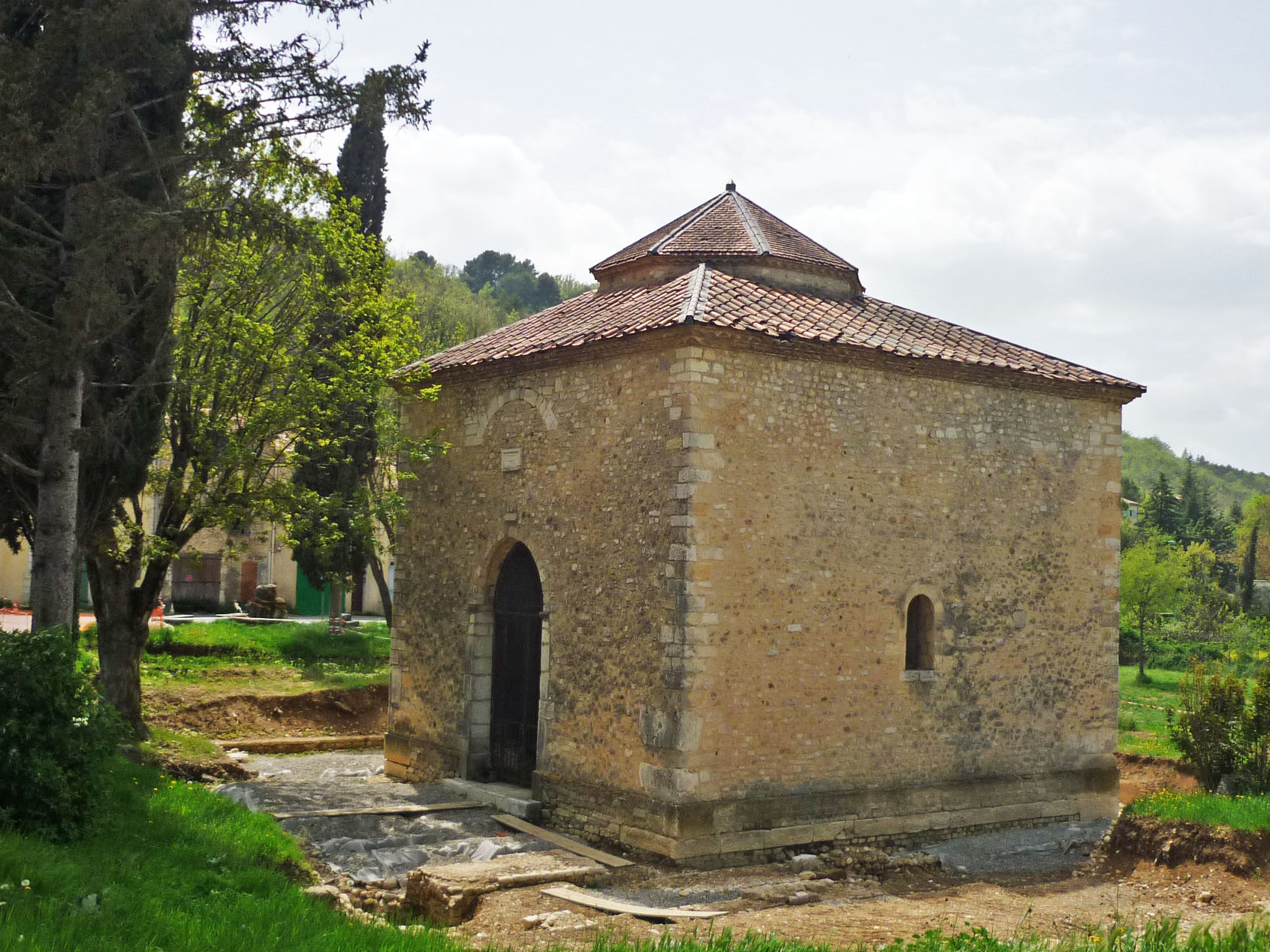
Baptisterium (Riez), Südfrankreich (5. oder 6. Jahrhundert)

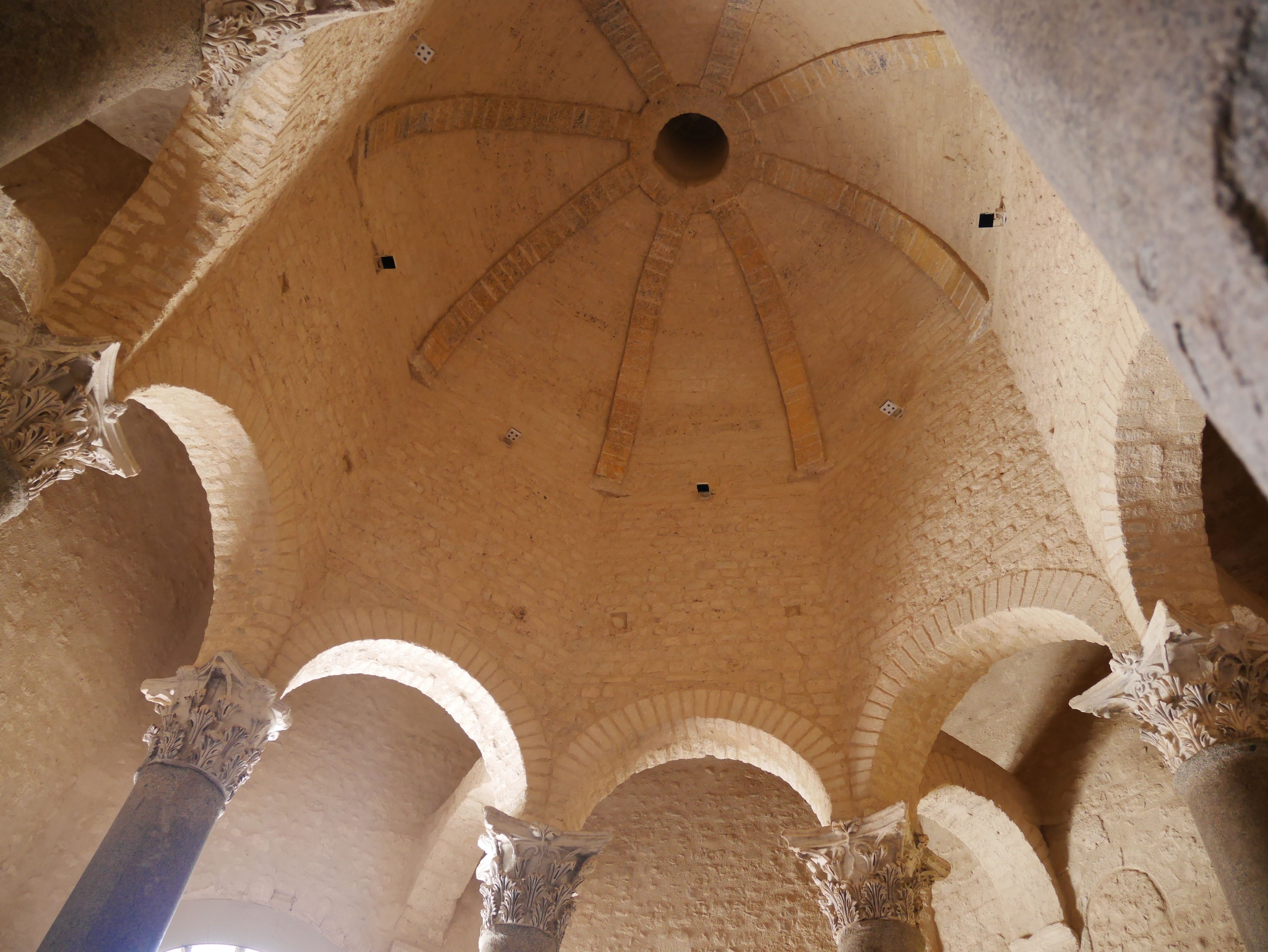
Bögen im Innenraum des Baptisteriums von Riez

Es haben sich nur relativ wenige Bauwerke aus dem Fränkischen Reich der Merowinger erhalten, darunter:
- Baptisterium Saint-Jean in Poitiers (im 5./6. Jahrhundert Umbau eines römischen Zivilgebäudes aus der Mitte des 4. Jahrhunderts)
- Kirche Saint-Pierre in Vienne (Ende 5. Jahrhundert als bischöfliche Grabkirche)
- Krypta der Basilika Saint-Seurin in Bordeaux (5. Jahrhundert)
- Chor und Apsis der Kathedrale Notre-Dame-de-Nazareth de Vaison (diese selbst 13. Jahrhundert) in Vaison-la-Romaine
- Zwei Krypten (St. Paul und St. Ébrégisile, um 680) unter der Abtei Notre-Dame de Jouarre in Jouarre
- Krypta Saint-Oyand der Kirche Saint-Laurent in Grenoble
- St-Pierre (Saint-Pierre-les-Églises) in Chauvigny (karolingische Kirche auf merowingischer Substruktur, wohl unter Verwendung eines antiken Tempels)

Zahlreiche Bistümer samt ihren Kathedralen haben jedoch ihren Ursprung in der Merowingerzeit. Auch sind die bedeutenden frühesten Klostergründungen dieser Epoche zwar als Bauten nicht mehr erhalten, sie spielen aber kulturgeschichtlich eine herausragende Rolle, beginnend mit der noch in spätrömischer Zeit im Jahr 361 von Martin von Tours gegründeten Abtei Saint-Martin de Ligugé und dem Kloster Marmoutier (Tours). Dem folgten um 400/410 die Abtei Lérins des Honoratus von Arles, 416 die Abtei St-Victor (Marseille) des Johannes Cassianus und um 420 die Abtei von Saint-Claude des Romanus von Condat. Benedikt von Nursia gründete im Jahr 529 die Abtei Montecassino, welcher zahlreiche Klöster der Benediktiner in Italien folgten. Um das Jahr 600 gründete der Ire Columban von Luxeuil das Kloster Annegray und dessen Töchterklöster Luxeuil und Fontaine-lès-Luxeuil und sein Gefährte Gallus im Jahr 612 das Kloster Sankt Gallen. Am Übergang zur Karolingerzeit erfolgten die deutschen Klostergründungen des Bonifatius, darunter 744 Fulda.

### Karolingische Architektur
- Kloster Reichenau
- Torhalle Lorsch
- Pfalzkapelle Aachen

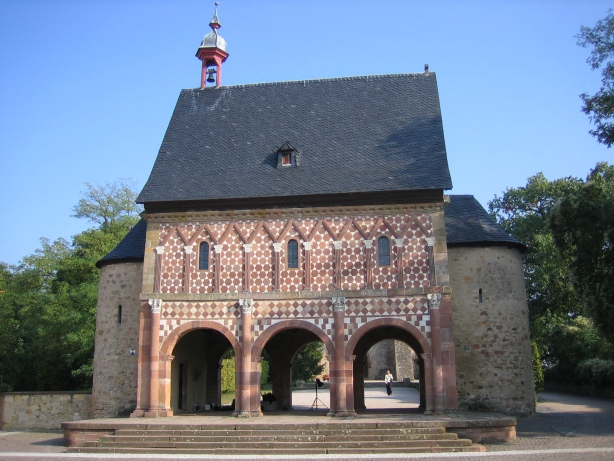
Karolingische Torhalle und Basilika Kloster Lorsch (um 900)

- Westwerk der Abteikirche von Corvey
- Michaelskirche (Fulda)
- Die Kirche von Germigny-des-Prés
- St. Johannis (Mainz)
- Justinuskirche in Frankfurt-Höchst
- Magnuskirche (Worms)
- Einhardsbasilika (Steinbach) im Odenwald
- Einhardsbasilika (Seligenstadt)
- Benediktinerinnenkloster St. Johann, Müstair

### Ottonische Architektur

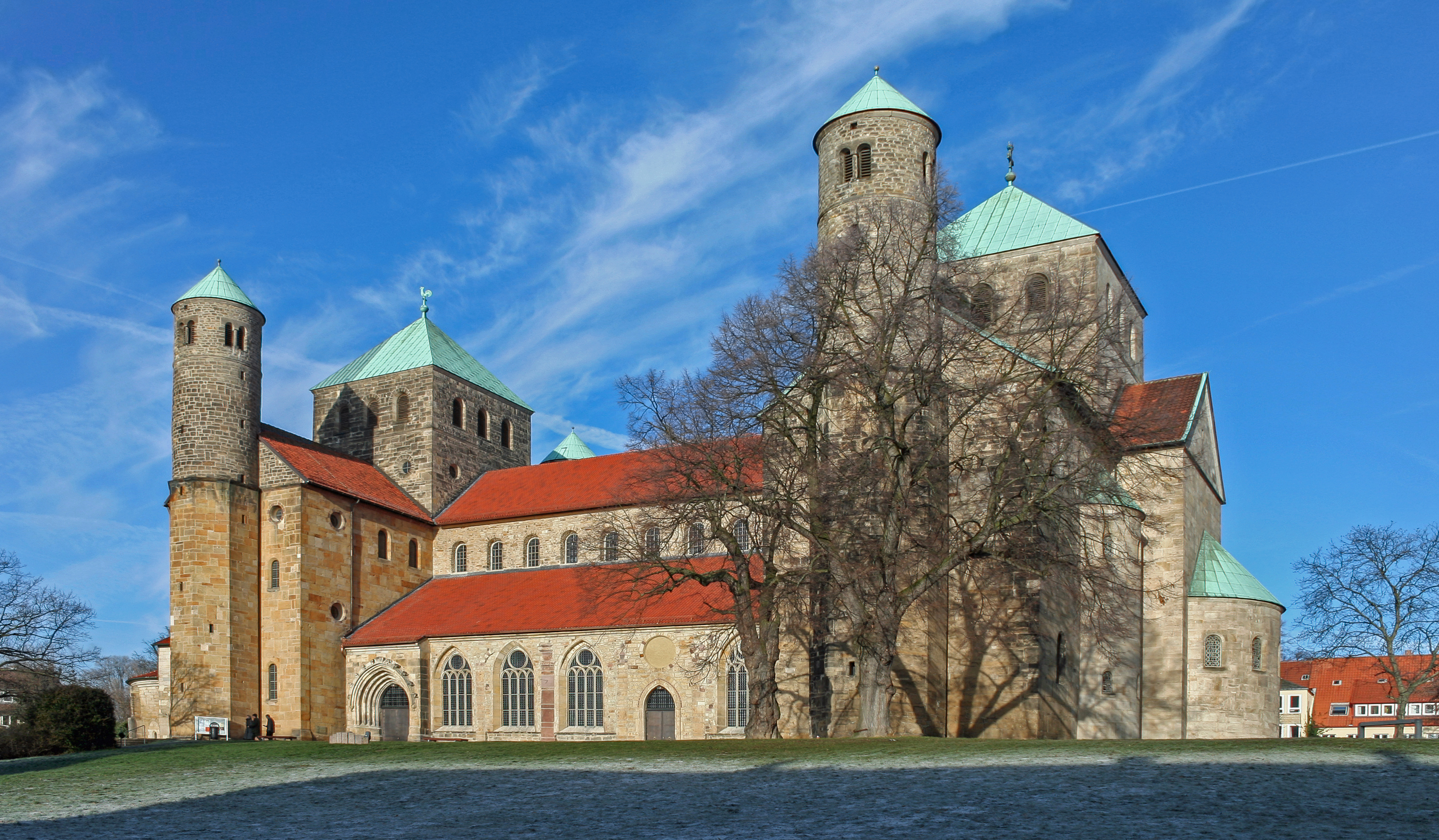
Ottonische Michaeliskirche in Hildesheim (ab 1010)

Der Beginn der Ottonischen Renaissance läutet im Ostfrankenreich bereits den Übergang zur Romanik ein. Wichtigste Bauwerke sind:
- Michaeliskirche in Hildesheim
- Stiftskirche St. Cyriakus (Gernrode)
- St. Pantaleon (Köln)
- Krypta der St. Wipertikirche in Quedlinburg
- Ostbau des Mainzer Dom
- Westbau des Essener Münsters
- Saalkirche (Ingelheim)

### Asturische Präromanik

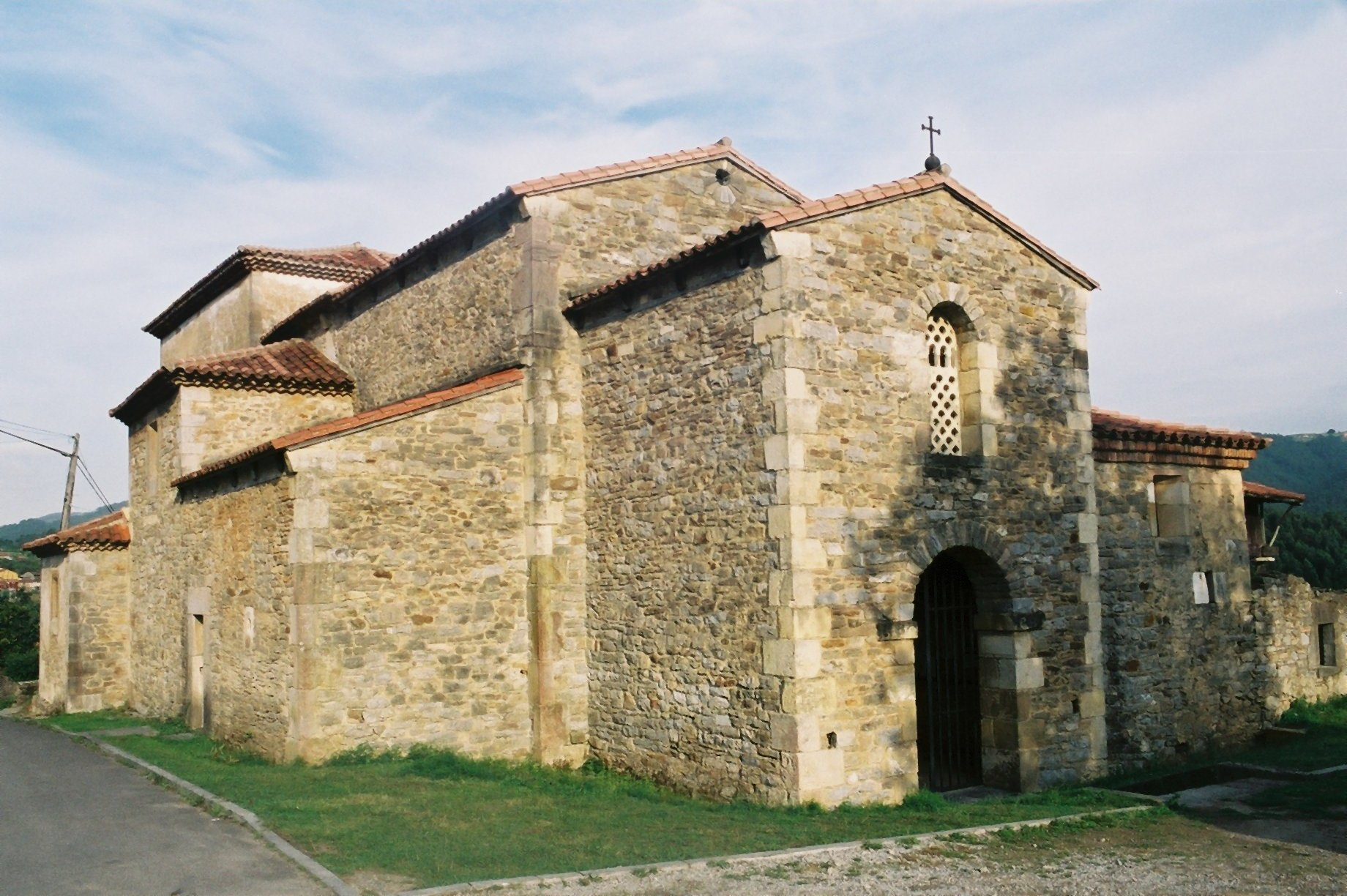
Santianes de Pravia (774)

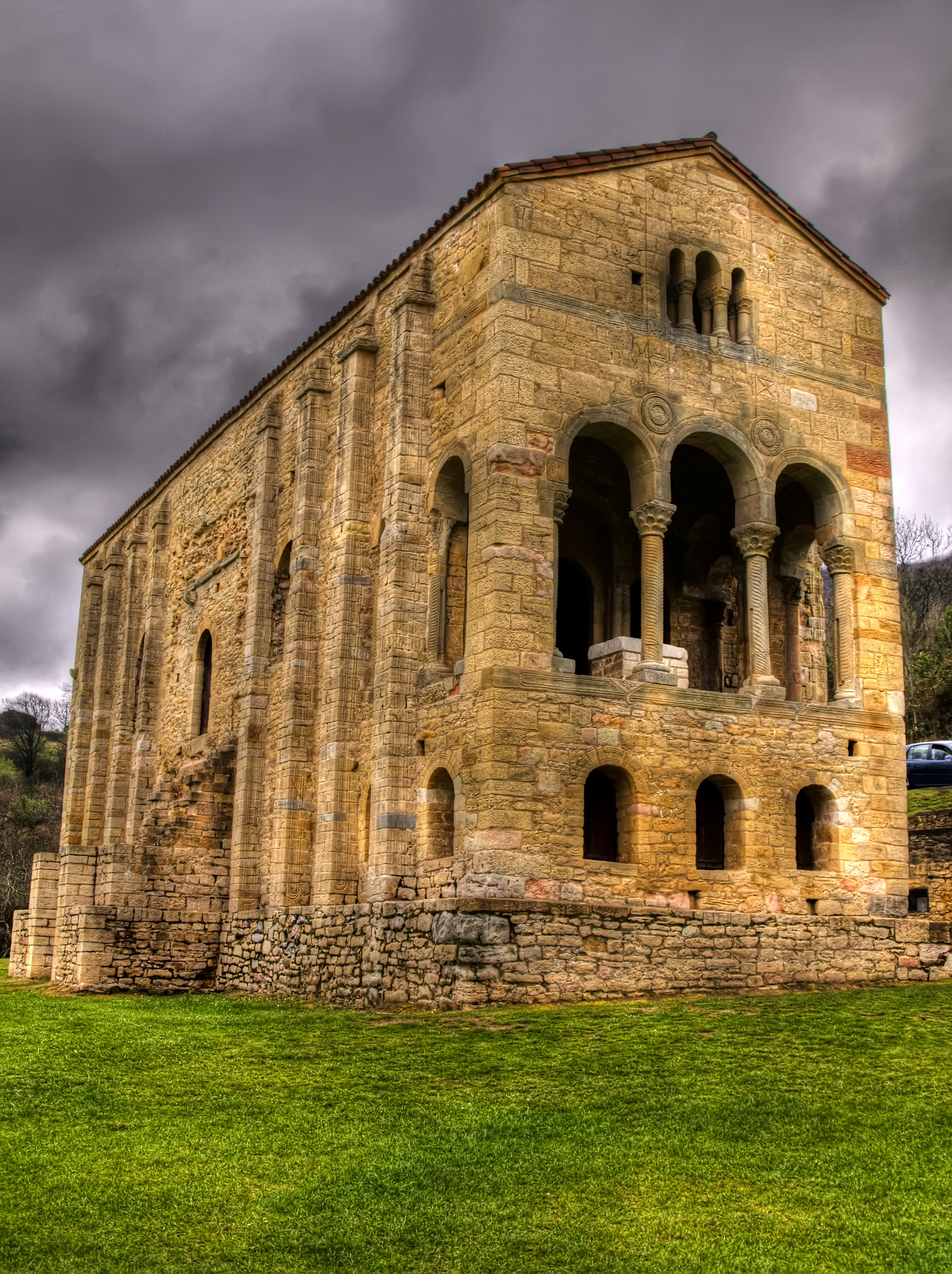
Santa María del Naranco (848)

Es handelt sich um Bauwerke des Königreichs Asturien, eines christlichen Nachfolgestaats des Westgotenreiches im nördlichen Teil Spaniens (718 bis 910):
- Santianes de Pravia (zwischen 774 und 783) bei Pravia
- Cámara Santa (Palastkapelle um 810–840 an der Kathedrale San Salvador) und das Brunnenhaus La Foncalada in Oviedo
- San Miguel de Lillo (848) bei Oviedo
- Santa María del Naranco (848) bei Oviedo, als Aula regia einer Palastanlage
- Santa Cristina de Lena (um 850) in Lena
- San Salvador de Valdediós (893) bei Villaviciosa

### Altkroatische Präromanik

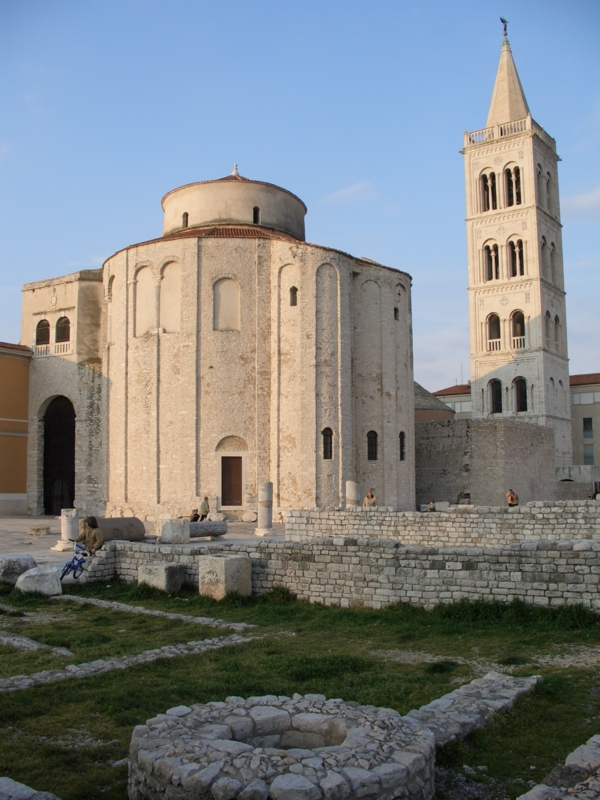
Kirche Sv. Donat in Zadar (ab 801)

Auch in Teilen Kroatiens sind Bauwerke der Präromanik zu finden.
- Kirche Sv. Donat (Hauskapelle des Bischofs Donatus, um 801 bis 814)
- Heilig-Kreuz-Kirche (Nin) (Bischofskirche des Bistums Nin um 800)

### Irische Vorromanik
Sehr viel bescheidener fiel die Vorromanik Irlands aus, in der zumeist einräumige Kirchen (Killelton Oratory, Kirche am St. John’s Point) aus Trockenmauerwerk das Bild bestimmen.